# Nully
Nully ist eine französische Gemeinde mit 143 Einwohnern (Stand 1. Januar 2022) im Département Haute-Marne in der Region Grand Est (bis 2015 Champagne-Ardenne). Sie gehört zum Arrondissement Saint-Dizier und zum Gemeindeverband Bassin de Joinville en Champagne.

## Geographie
Die Gemeinde Nully liegt etwa 35 Kilometer südsüdwestlich der Arrondissements-Hauptstadt Saint-Dizier. Die wenig gegliederte, plateauartige und waldreiche Landschaft zwischen den Flusstälern von Marne und Aube weist keine oberirdischen Fließgewässer auf. Einige Trockentäler weisen nach Norden. Extreme Niederschläge können so zur Voire abfließen. Nachbargemeinden von Nully (im Uhrzeigersinn, von Norden beginnend) sind: Sommevoire, Blumeray, Beurville, Thil (im Département Aube) und Trémilly.

## Geschichte
Das Dorf tauchte erstmals 1124 unter dem Namen Nuilly auf. Über die Schreibweise Nuilleyum entwickelte sich schließlich der seit 1793 amtliche Name der Gemeinde Nully.
Im Jahr 1789 gehörte Nully zur Vogtei Chaumont in der Provinz Champagne. Die Pfarrei Nully war Teil des Dekanates Margerie in der Diözese von Troyes.
1972 wurde Nully mit der Nachbargemeinde Trémilly zur Doppelgemeinde Nully-Trémilly fusioniert. Seit 2004 sind die beiden Gemeinden wieder selbständig.
Bei der 6. Etappe der Tour de France 2005 gab es in Nully eine Zwischensprint-Wertung.

### Bevölkerungsentwicklung
| Jahr                       | 1962 | 1968 | 1975 | 1982 | 1990 | 1999 | 2010 | 2021 |
| -------------------------- | ---- | ---- | ---- | ---- | ---- | ---- | ---- | ---- |
| Einwohner                  | 297  | 286  | 370* | 375* | 300* | 303* | 177  | 143  |
| Quellen: Cassini und INSEE |      |      |      |      |      |      |      |      |

* Einwohnerzahlen der Doppelgemeinde Nully-Trémilly
Im Jahr 1861 wurde mit 581 Bewohnern die bisher höchste Einwohnerzahl ermittelt. Die Zahlen basieren auf den Daten von cassini.ehess und INSEE.

## Sehenswürdigkeiten
- Kirche Mariä Geburt (Église Notre-Dame-de-la-Nativité), seit 1909 als Monument historique klassifiziert[5]
- Wasserturm am Südrand des Dorfes
- Schloss Nully aus dem 17. Jahrhundert mit Überresten aus dem 12. und 13. Jahrhundert
- mehrere Flur- und Wegkreuze

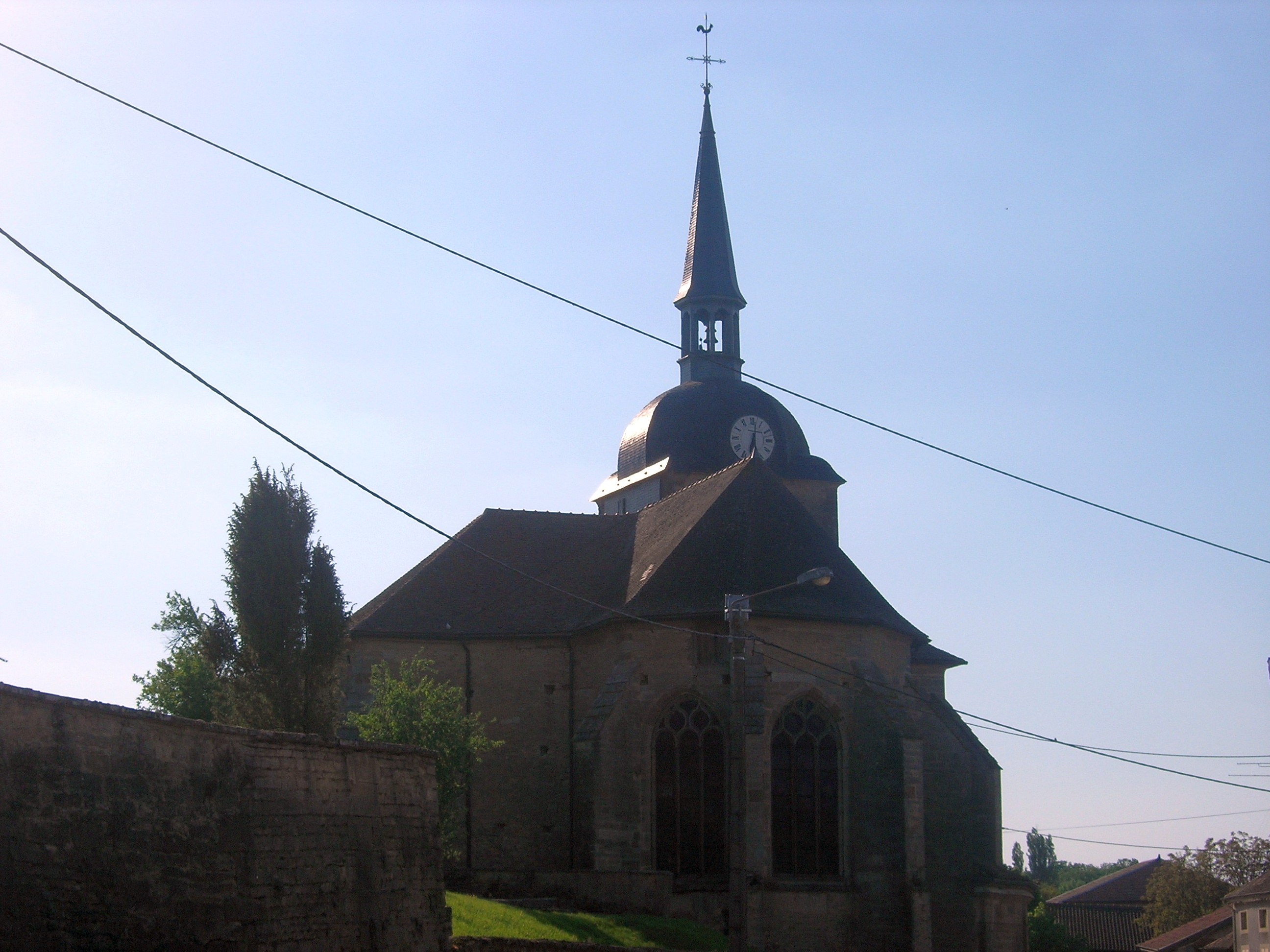
Kirche Mariä Geburt
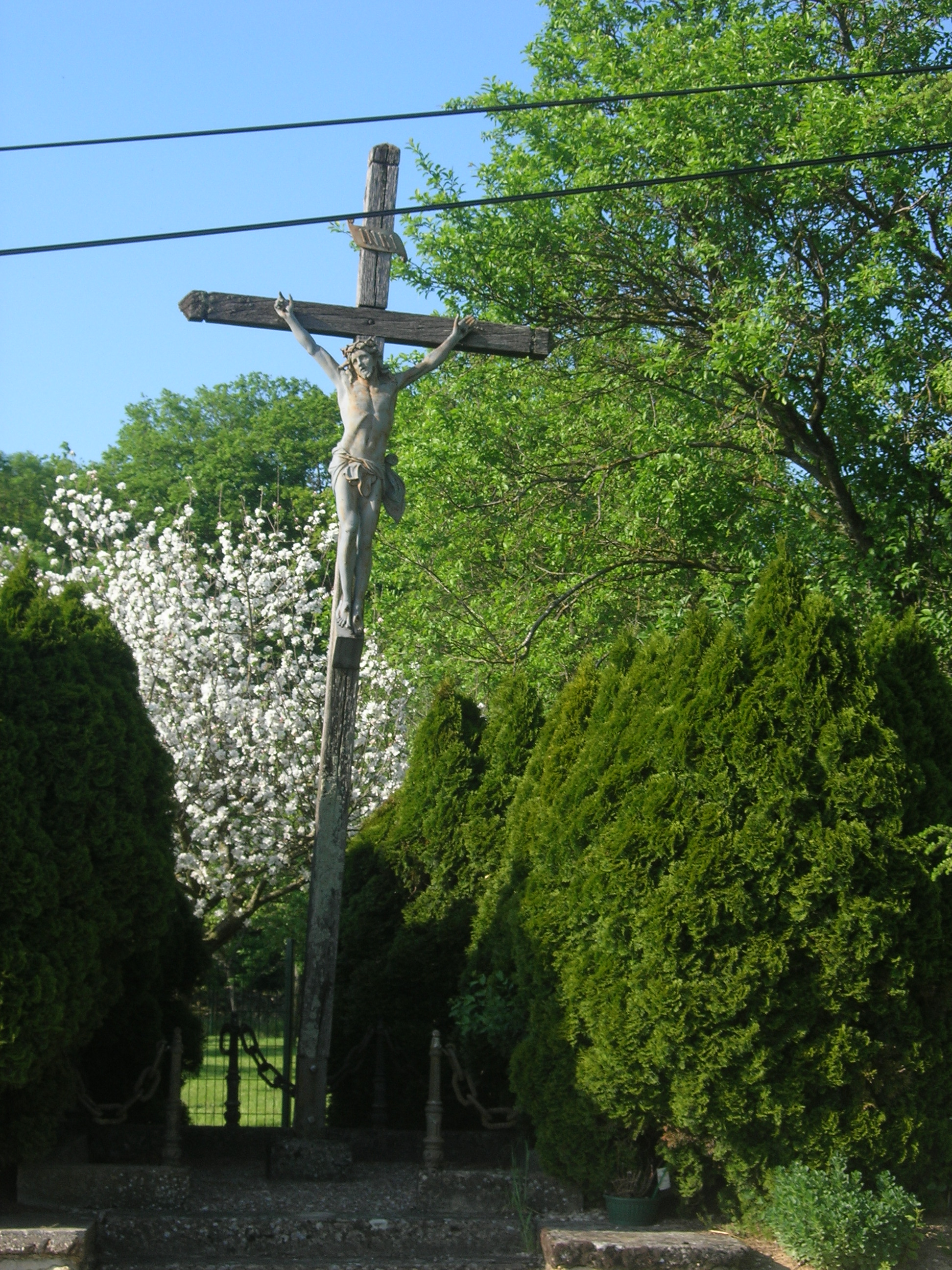
Flurkreuz
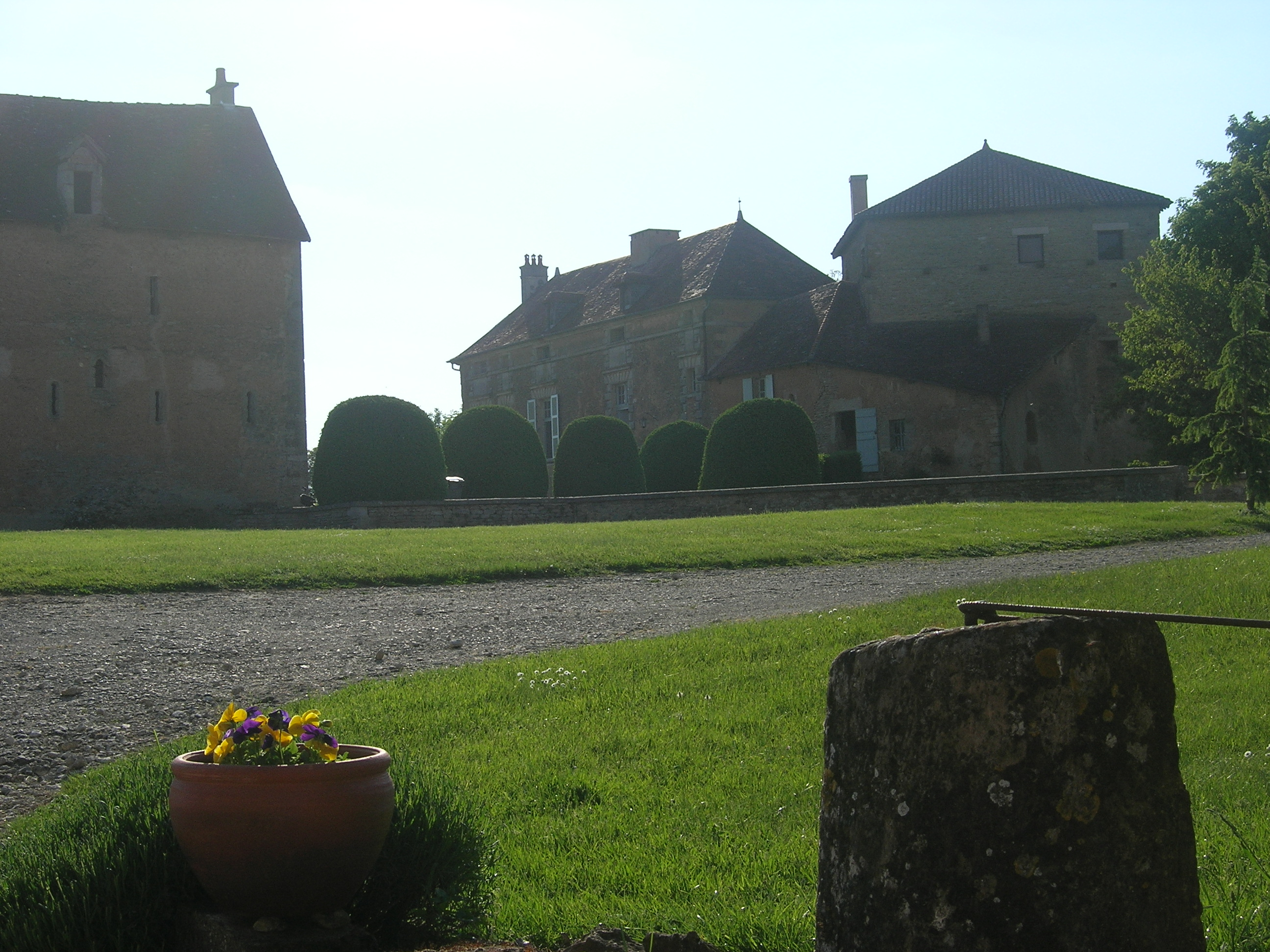
Schloss Nully

## Wirtschaft und Infrastruktur
In der Gemeinde sind elf Landwirtschaftsbetriebe ansässig (hauptsächlich Getreideanbau).
Nully liegt an der Fernstraße D 60 von Brienne-le-Château nach Joinville. 36 Kilometer südlich von Nully besteht ein Anschluss an die Autoroute A 5 von Paris nach Langres.

## Belege
1. ↑  Dictionnaire topographique de la France / Haute-Marne (französisch)
2. ↑  Statistik auf cassini.ehess.fr
3. ↑  Nully auf cassini.ehess
4. ↑  Nully auf INSEE
5. ↑  Eintrag in der Base Mérimée des Kulturministeriums. Abgerufen am 30. Juni 2015 (französisch).
6. ↑  Landwirtschaftsbetriebe auf annuaire-mairie.fr (französisch)